# Пищевые отходы

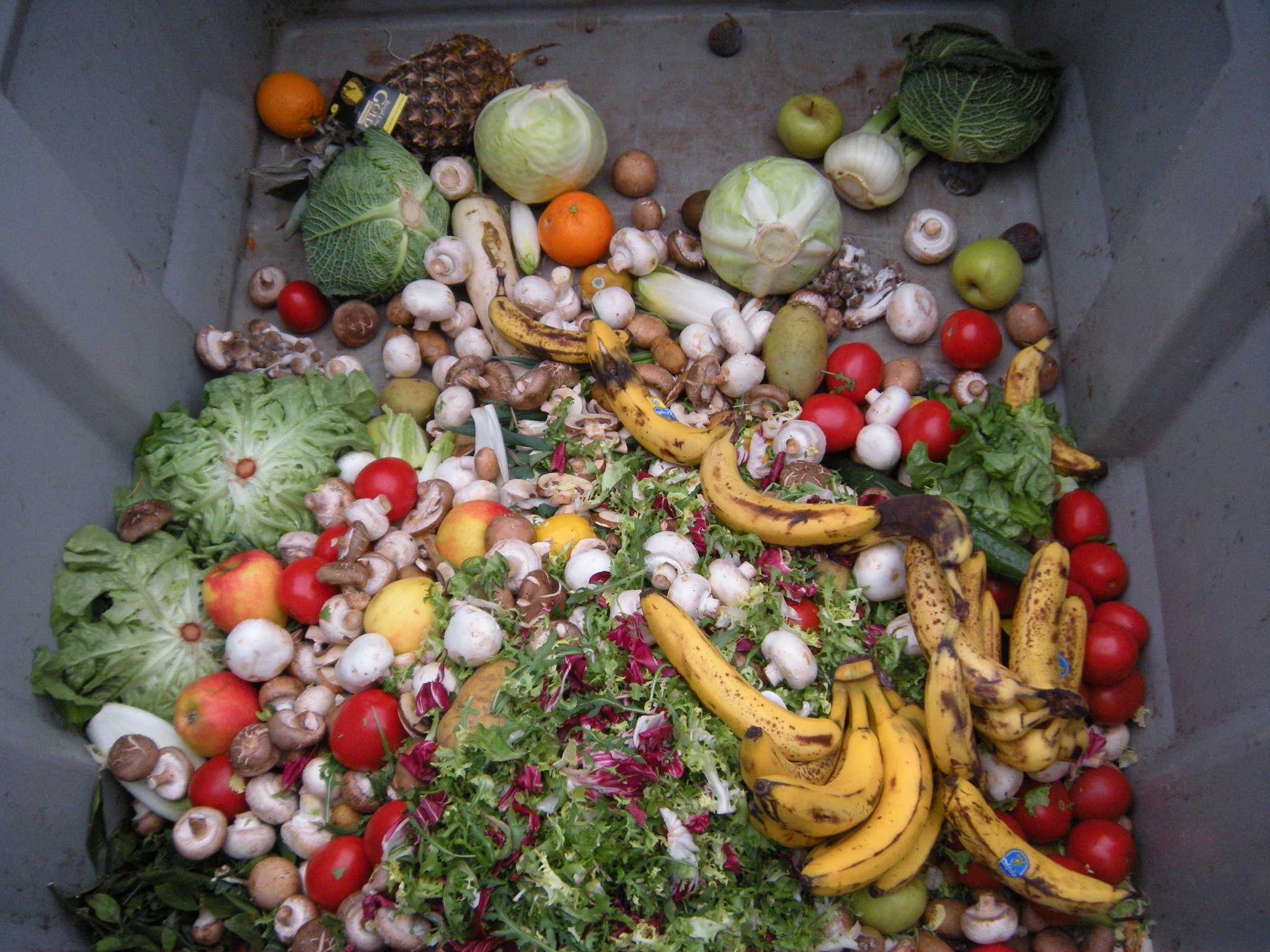
Контейнер для отходов с фруктами и овощами

Пищевы́е отхо́ды, отбро́сы, биологи́ческие твёрдые отхо́ды (биологи́ческие ТО) — пищевые продукты, которые полностью или частично потеряли свои первоначальные потребительские свойства в процессах их производства, переработки, использования или хранения.
Отходы кухонь после соответствующей стерилизации с целью обезвреживания возбудителей инфекции можно использовать для откорма свиней вместе с комбикормом. Отходы имеют, в основном, среднее содержание протеина и высокое — жира.
Пищевые отходы — часть бытовых отходов, одна из экологических проблем общества потребления.

## Понятие «пищевые отходы»
Понятие «отходы» включает остатки пищи человека, а также отходы кухонь и пекарен, предприятий пищевой промышленности. Состав их меняется в зависимости от источника поступления.
В Соединённых Штатах Агентство по охране окружающей среды (EPA) рассматривает пищевые отходы как «пищу и пищевые отходы от приготовления пищи такими компаниями, как продовольственные магазины, рестораны, кафе и кухни, а также такие как коллективные столовые». Хотя EPA является национальным агентством, каждый штат имеет возможность предложить своё собственное определение пищевых отходов в соответствии с национальной политикой и которое не противоречит другим определениям. Многие государства не используют его.
Определение пищевых отходов может варьироваться в зависимости от определённых параметров: какие отходы производятся, как они производятся, где и что образуется и какой первоисточник имеет. Также необходимо учитывать, что некоторые определения основаны на других видах отходов, таких как сельскохозяйственные отходы.
- Организация Объединённых Наций

В рамках инициативы ООН «Сохранить пищу» ФАО, ЮНЕП и заинтересованные стороны согласовали следующее определение потери пищевых продуктов и отходов:
- Потеря пищи — это уменьшение количества или качества пищи. Потеря продовольствия в сегментах производства и распределения в цепочке поставок продовольствия в основном зависит от системы производства и снабжения продовольствием или её институциональной и правовой базы.
- Пищевые отходы (которые являются компонентом потери пищевых продуктов) — это любое удаление продуктов питания из цепочки поставок продуктов питания, пригодных либо бывших в какой-то момент пригодными для потребления человеком, которые испорчены или просрочены, в основном из-за экономического поведения, плохого управления запасами или пренебрежения.

Важными компонентами этого определения являются:
- Пищевые отходы являются частью потери продуктов питания, но различие между ними чётко не определено.
- Пища, перенаправленная в непищевые цепочки (включая корм для животных, компост или отходы, перенаправленные в биоэнергетику), учитывается как потеря пищи или отходы.
- Растения и животные, произведённые для производства продуктов питания, содержат «непищевые части», которые не включены в «потери и отходы пищи» (эти несъедобные части иногда называют «неизбежными пищевыми отходами»).

## Глобальные потери продуктов питания

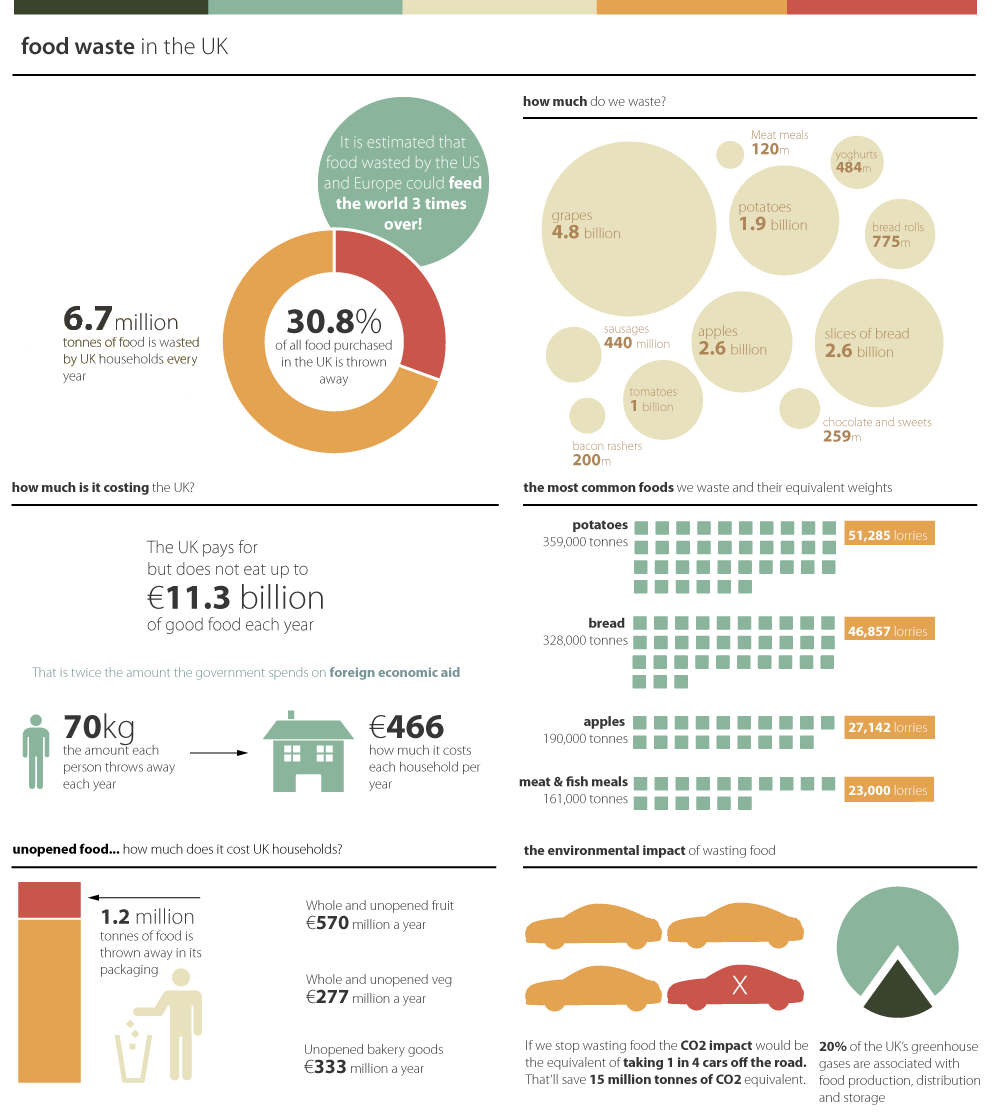

Ежегодно среднестатистический европеец выбрасывает на помойку около 250 килограммов бытовых отходов. До половины из них составляют пищевые отходы. (Плюс бумага, картон и тому подобное. В среднем около 75 % муниципальных отходов — это биоразлагаемые органические материалы).
Согласно исследованию, проведённому Американским университетом Вермонта, жители США выбрасывали в среднем 422 грамма пищи в день в период с 2007 по 2014 год, то есть более 150 кг в год.
Американцы выбрасывают половину всей своей пищи, что составляет 160 млрд долларов в год.
Причины пищевых отходов или потерь многочисленны и возникают на этапах производства, переработки, розничной продажи и потребления.
Глобальные потери продуктов питания и отходов составляют от одной трети до половины всех производимых продуктов питания. Потери происходят на всех этапах цепочки поставок продуктов питания или цепочки создания прибавочной стоимости. В странах с низким уровнем дохода большая часть потерь происходит во время производства, тогда как в развитых странах много пищи — около 100 кг на человека в год — тратится впустую на стадии потребления. По оценкам Продовольственной и сельскохозяйственной организации Объединённых Наций (ФАО), в среднем на одного человека, живущего в Европе или Северной Америке, отходов (на стадии потребления) около 95-115 кг в год, в то время как в странах Африки к югу от Сахары — около 6-11 кг в год.

## Влияние на окружающую среду
По данным Продовольственной и сельскохозяйственной организации (ФАО), на пищевые отходы приходится 8 % глобальных выбросов парниковых газов в мире. ФАО приходит к выводу, что почти 30 % всей доступной сельскохозяйственной земли в мире — 1,4 млрд гектаров — используется для производства недоеденного продовольствия. Глобальный «голубой водный след» пищевых отходов составляет 250 куб. км, то есть количество воды, ежегодно протекающей через Волгу или в 3 раза превышающее Женевское озеро.
В таких странах, как США и Великобритания, пищевые отходы составляют около 19 % отходов, выбрасываемых на свалку, где они в конечном итоге гниют и образуют метан, парниковый газ.
Метан, или CH4, является вторым по распространённости парниковым газом, который выделяется в воздух, который также производится на полигонах в США. Хотя метан проводит в атмосфере меньше времени (12 лет), чем СО2, он более эффективен для улавливания радиации. Воздействие метана на изменение климата в 25 раз выше, чем CO2 за 100-летний период. На людей приходится более 60 % выбросов метана во всём мире.

## Способы борьбы с пищевыми отходами
Одним из способов борьбы с пищевыми отходами является сокращение их образования.
Потребители могут уменьшить порчу, планируя свои покупки продуктов, избегая потенциально расточительных спонтанных покупок и правильно храня продукты.
Другое потенциальное решение — распространение «умной упаковки», которая будет указывать, когда еда испорчена, более точно, чем даты истечения срока годности, например с чувствительными к температуре чернилами, пластиком, который меняет цвет при воздействии кислорода, или гелями, которые изменяют цвет со временем.
Широко распространённые просветительские кампании оказались эффективным способом сокращения пищевых отходов. Британская кампания под названием «Love Food, Hate Waste» повысила осведомлённость о профилактических мерах по решению проблемы пищевых отходов для потребителей.
Благодаря рекламе, информации о хранении и приготовлении пищи, а также обучению в магазинax Великобритания отметила снижение на 21 % бытовых пищевых отходов, которых можно избежать, в течение 5 лет.

### Оптимизация процедуры хранения продуктов
Наиболее известный прибор для борьбы с биодеградацией продуктов — бытовой холодильник и морозильник. Охлаждение/замораживание затормаживает или останавливает жизнедеятельность большинства организмов. Это делает возможным длительное хранение продуктов питания. Наиболее часто встречающиеся степени охлаждения: около 5 °C — обычные холодильники; около −15 °С — бытовые морозильники; до −80 °С и до −135 °С — морозильники глубокой заморозки.
Бытовые холодильники часто работают при температурах, которые превышают идеальные для хранения охлаждённых продуктов, при этом несколько исследований показали, что в среднем это около 7 °C. Снижение температуры, например, до 4 °C может значительно продлить срок хранения, предоставляя больше возможностей для использования продуктов перед утилизацией.
На основании опубликованных сроков хранения пищевых продуктов, которые в настоящее время хранятся в холодильнике, и статистики отходов в Великобритании, снижение температуры с 7 °C до 4 °C может сэкономить 162,9 млн фунтов стерлингов в год с соответствующими выбросами в 270 тыс. тонн CO2 экв. С учётом некоторых продуктов, которые не всегда хранятся в холодильнике, и удаления других продуктов, которые не получают выгоды от охлаждения, предполагаемая экономия увеличилась до 283,8 млн фунтов стерлингов и 578 383 тонн CO2 экв..
Однако регуляторы температуры во многих холодильниках не указывают температуру и позволяют только выбирать: из ряда чисел, скажем, от 1 до 5, где 1 — самые холодная, а 5 — самая тёплая. Чтобы ещё больше усложнить задачу, даже когда холодильники имеют цифровые средства управления, которые позволяют устанавливать конкретную температуру холодильника, тесты показали, что настройки не всегда точны.
Высушивание часто позволяет существенно снизить скорость биодеградации, так как организмы для жизнедеятельности нуждаются в воде. Например, обычное мясо при 5 °C портится уже через несколько дней, в то время как сушёное хранится годами при комнатной температуре (и низкой влажности). Аминокислота триптофан, растворённая в воде, биоразлагается в течение недель, чаще — дней, в то время как сухое вещество хранится месяцами без существенных изменений.
Влажность в кладовой может привести к появлению плесени или гнили, а также к тому, что некоторые виды вскрытых продуктов питания, такие как крекеры и хлопья, будут сырыми и несвежими. Поэтому необходимо предпринимать серьёзные действия для нейтрализации влажности и улучшению вентиляции. Дверь или окно кладовой (если оно есть) в качестве первого шага следует держать открытыми. Возможно использование вентилятора, который дует наружу из кладовой и направляет влажный воздух в остальную часть дома, где он легче рассеивается. Однако если просто проветривание кладовой не работает, то следует поместить в кладовку осушитель воздуха. Осушители, как правило, регулируются, чтобы позволить вам удалить часть или всю влагу, и это самый надёжный способ получить контроль над качеством воздуха в кладовой.
Термическая обработка применяется к продуктам питания. Нагревание позволяет уничтожить бактерии и, зачастую, их споры, таким образом задерживая процессы биодеградации. Различают разные степени термообработки и разные способы её проведения, например: пастеризацию, кипячение.

### Понимание маркировки срока годности

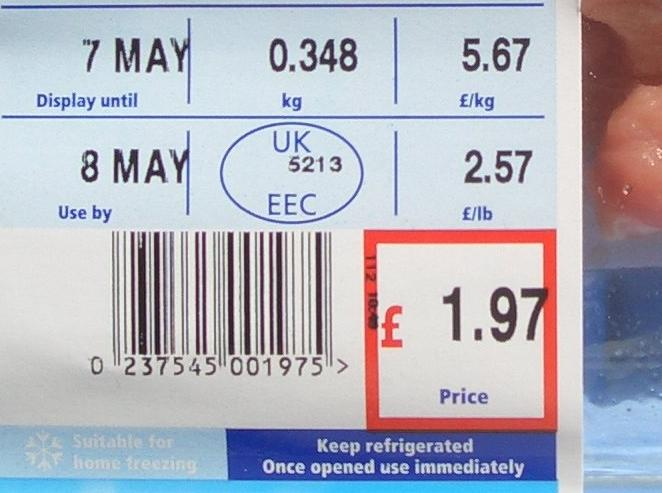
Этикетка показывает, до какого числа можно использовать данный продукт

В новом отчёте Совета защиты природных ресурсов (Natural Resources Defense Council (NRDC)) и Клиники юридического и политического права Гарвардской школы права говорится, что американцы преждевременно выбрасывают продукты питания, в основном из-за путаницы о том, что на самом деле означают даты истечения срока годности.
Большинство потребителей в США ошибочно полагают, что даты истечения срока хранение(best before date) пищевых продуктов указывают на то, насколько безопасна пища для потребления, когда эти даты на самом деле не связаны с риском пищевого отравления или болезней пищевого происхождения. Даты только указывают на свежесть и используются производителями, чтобы сообщить, когда продукт находится на пике свежести. Это означает, что еда не теряет годность в смысле того, чтобы стать несъедобной. Для неохлаждённых продуктов не может быть никакой разницы во вкусе или качестве, и продукты с истёкшим сроком годности не обязательно вредны для здоровья.
Но, согласно новому анализу, такие слова, как «использовать по» и «продавать по», используются настолько непоследовательно, что способствуют распространённому неправильному толкованию — и потере денег потребителями. Более 90 % американцев выбрасывают пищу преждевременно, а всего около 40 % продовольствия в США выбрасывают не использовав каждый год.
«У нас всё в порядке с датами качества или свежести, если их смысл чётко сообщаются потребителям и они осведомлены о том, что это значит», — говорит соавтор исследования Эмили Брод Лейб, директор Гарвардской продовольственной юридической и политической клиники. «Должна быть стандартная дата и формулировка, которая используется продавцами с разъяснением, что она относится к качеству продуктов, а не безопасности их употребления. Вы можете принять собственное решение о том, имеет ли пища приемлемое для вас пищевое качество».

### Локализация производства продуктов

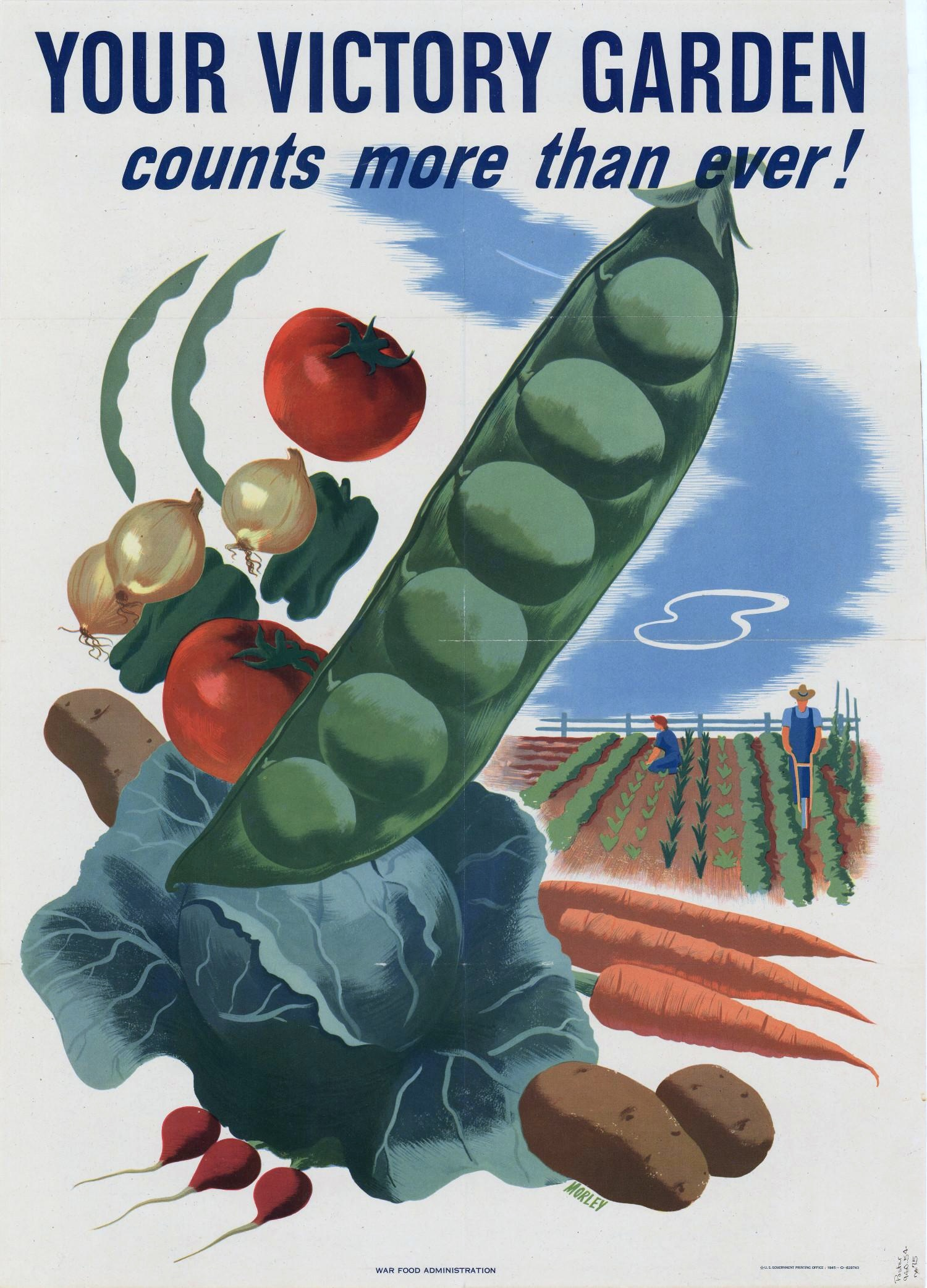
Американский плакат эпохи Второй мировой войны, пропагандирующий сады победы

Одним из путей уменьшения количества отходов может быть сокращение длины логистической цепочки снабжения населения продуктами. Выращивание продуктов в приусадебных садах было популярно во многих развитых странах до сравнительно недавнего времени. Например, во время Второй Мировой войны правительство США поощряло и популяризировало создание так называемых «Садов победы» («Victory gardens») вместо цветочных клумб как часть более широкой программы вовлечения населения в мероприятия по экономии ресурсов в военное время. Подобная практика не всегда практична в современных городах, но в последнее время набирает популярность создание так называемых «общественных садов», где желающие могут заниматься огородничеством. Сады иногда создаются в парках или на неиспользуемых землях (например, в зонах отчуждения). Также следует отметить возможность использования плодовых деревьев для озеленения городов. Однако даже уже посаженные плодовые деревья часто не используются, поскольку горожане либо не знают о возможности использования плодов этих деревьев, или боятся ими отравиться (несмотря на многие исследования, доказавшие безопасность употребления их в пищу). В перспективе возможны и другие варианты уменьшения зависимости населения от коммерческого сельского хозяйства.

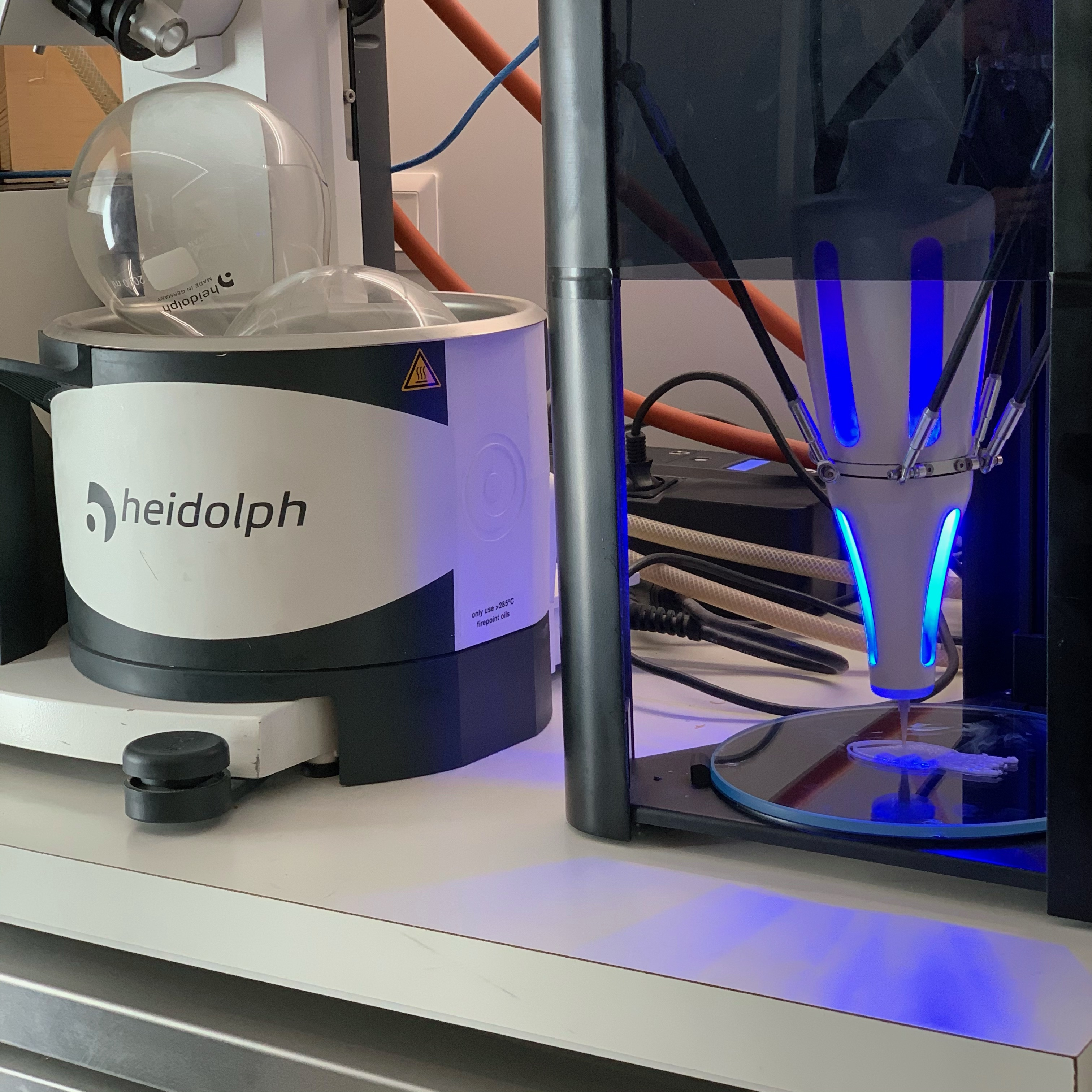
Изготовление кальмара на 3D-биопринтере в ресторане Twins Garden

Следует отметить развитие технологии трёхмерной печати: аддитивное производство продуктов питания достигается путём экструзии продуктов слой за слоем в трёхмерные объекты. Подходящими кандидатами являются разнообразные продукты, такие как шоколад и конфеты, и плоские продукты, такие как крекеры, макароны и пицца.
NASA рассмотрела универсальность данной концепции, заключив контракт с Консультационным центром по системам и материалам для изучения возможности печатания продуктов питания в космосе. NASA также изучает эту технологию, чтобы создать 3D-печатную пищу для ограничения пищевых отходов и для производства продуктов питания, которые разработаны с учётом диетических потребностей астронавта. Однако на сегодняшний день технология ещё не совершенна. Одной из проблем печати продуктов питания является характер текстуры пищи. Например, продукты, которые недостаточно крепки для подачи, не подходят для 3D-печати.

## Сбор отходов
В районах, где сбор отходов является общественной функцией, утилизацией пищевых отходов обычно управляет та же организация, что и другими отходами. По большей части пищевые отходы смешиваются сдатчиками с обычными отходами. Отдельные мероприятия по сборке органики, также известные как сборка «органических веществ, разделённых по источникам», имеют то преимущество, что пищевые отходы можно утилизировать способами, не применимыми к другим отходам. В Соединённых Штатах компании, занимающиеся переработкой отходов, находят более широкое и более доходное применение для отходов крупных коммерческих производителей пищевых отходов и напитков.
С конца XIX века до середины XX века многие муниципалитеты собирали пищевые отходы отдельно. Обычно их дезинфицировали паром и скармливали свиньям либо на частных фермах, либо в муниципальных свинокомплексах.
В некоторых районах возрождается раздельный сбор пищевых отходов. Чтобы снизить затраты на сбор и повысить уровень сегрегации пищевых отходов, некоторые местные органы власти, особенно в Европе, ввели «альтернативные еженедельные сборы» биоразлагаемых отходов (включая, например, садовые отходы), которые позволяют более широкому ассортименту перерабатываемых материалов быть собранными по разумной цене и улучшить свои показатели сбора. Тем не менее они приводят к двухнедельному ожиданию, прежде чем отходы будут собраны. Критика заключается в том, что особенно в жаркую погоду пищевые отходы гниют и воняют, а также привлекают паразитов, Поэтому дизайн контейнера для отходов имеет важное значение для того, чтобы сделать такие операции осуществимыми. Сбор пищевых отходов «на обочине» также осуществляется в США, в некоторых случаях путём объединения пищевых и садовых отходов. Несколько штатов в США ввели запрет на вывоз мусора, не допуская на свалках листья, щепки, обрезки и т. д. Собранные вместе пищевые отходы и садовые отходы перерабатываются и компостируются для повторного использования.
Инициатива в Куритибе, Бразилия, под названием Cambio Verde, позволяет фермерам поставлять излишки продукции (которую они иначе выбросили бы из-за слишком низких цен) людям, которые приносят стекло и металл на предприятия по переработке (чтобы способствовать дальнейшему сокращению отходов). В Европе Сеть предпринимателей излишков продуктов питания (FSE Network) координирует сеть социальных предприятий и некоммерческих инициатив с целью распространения передового опыта по увеличению использования излишков продуктов питания и сокращению пищевых отходов.
Банки мусора — зародившаяся в Индонезии бизнес-модель сбора и разделения мусора. Они начали принимать органические отходы, перерабатывая их в компост и продавая сельхозпроизводителям.

## Утилизация
В качестве альтернативы захоронению отходов пищевые отходы могут компостироваться для производства почвы и удобрений, скармливаться животным или использоваться для производства энергии или топлива.

### Кормдля животных

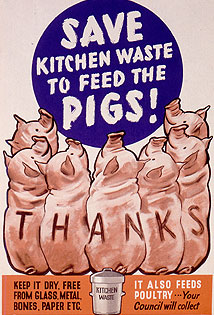
Во время Второй мировой войны различные плакаты давали советы по ряду различных проблем, таких как пищевые отходы.

Большие количества рыбы, мяса, молочных продуктов и зерна ежегодно выбрасываются в глобальном масштабе, когда они могут использоваться для других целей, кроме потребления человеком. Исторически сложилось так, что кормление домашних животных пищевыми отходами является наиболее распространённым способом обращения с бытовыми пищевыми отходами. Животные превращают примерно две трети своей пищи в отходы, а последняя треть переваривается и перерабатывается в виде мяса или молочных продуктов. Существуют также различные способы кормления скота, которые могут в конечном итоге сократить отходы.
Миллионы тонн побочных продуктов животного происхождения производятся каждый год в сельском хозяйстве и животноводстве. Если эти отходы не перерабатываются или повторно не используются, они должны быть утилизированы на свалках, что приводит к огромным экономическим потерям для животноводческой промышленности, а также к проблемам в окружающей среде. Мясо, костная мука и кровяная мука являются ценными продуктами, которые могут быть проданы для использования в пищевой промышленности для домашних животных, кормовой промышленности и других отраслях промышленности. Жиры из процесса переработки также могут быть использованы в фармацевтической, химической и нефтяной промышленности, а также во многих других.
Процесс переработки позволяет рециркулировать отходы убоя животных, которые в противном случае были бы захоронены на свалках. Эти переработанные продукты могут затем использоваться в качестве корма для животных или в качестве органических удобрений. Переработка этих отходов не только полезна для окружающей среды; это также предотвращает существенную потерю денег для тех, кто занят в животноводстве. Изготовление муки из сырья является экономически выгодным процессом, который производит ценные продукты для сельскохозяйственной промышленности.
Хлеб и другие зерновые продукты, выброшенные из пищевой цепи человека, могут использоваться для кормления цыплят. Цыплятам традиционно дают корм для птиц — смеси отходов зерна и побочных измельчённых продуктов. Жвачных животных и свиней также в течение длительного времени кормили хлебобулочными отходами.
Определённые пищевые отходы (такие как мясо) также могут быть использованы в качестве корма при выращивании личинок. Затем личинками можно кормить других животных.
Собачий корм эконом-класса изготавливается из наиболее дешёвых ингредиентов, поэтому является самым недорогим. В основном содержит субпродукты (с добавлением низкосортных злаковых культур и сои). Чаще всего в состав входят пищевые отходы: мясные продукты категории 4D (павшие, умирающие, больные или старые животные, поступающие на бойню). Жировые добавки также могут быть частично изготовлены из ресторанных отходов, имеющих в США коммерческое наименование «жёлтый жир» (yellow grease), то есть отходы растительного масла (WVO), получаемые от ресторанов, использующих масло для приготовления пищи (как правило, используется масло из фритюрниц).

## Использование бытовых и ресторанных пищевых отходов в качестве вторсырья
Как и в случае с рециклированием пластмассы и макулатуры, рециклирование пищевых отходов может иметь под собой экологическую подоплёку: растущее осознание населением своей ответственности за кризисное состояние окружающей среды, обезлесивание, глобальное потепление и прочее. В частности у городов могут быть проблемы с получением доступа к землям, необходимым под новые полигоны для захоронения ТБО, что часто также имеет под собой политические причины, то есть нежелание местных жителей жить рядом с полигоном и протесты «зелёных», полагающих такие предприятия вредными для окружающей среды. Поэтому многие муниципалитеты организовывают сбор и переработку биоразлагаемых отходов для последующей переработки их в компост.
Другие варианты переработки используют отходы для получения метана в специальных установках, где отходы перерабатываются в биогаз гораздо быстрее, чем на полигонах, где этот процесс может занять много лет.
Есть варианты использования отходов в качестве сырья для производства синтетического топлива процессом Фишера-Тропша. В западных странах переработка бытовых и ресторанных отходов в корм для животных может быть ограничена сборкой отходов (масла) фритюрниц, которые нелегально сливать в канализацию. В более бедных странах, как, например, в Египте, сборщики вторсырья используют пищевые отходы для откорма домашних животных.